# Obterre
Obterre település Franciaországban, Indre megyében. Lakosainak száma 225 fő (2022. január 1.). Obterre Azay-le-Ferron, Cléré-du-Bois, Paulnay, Bossay-sur-Claise, Charnizay és Saint-Flovier községekkel határos.

## Népesség
A település népességének változása:
| Lakosok száma | 429  | 280  | 267  | 239  | 254  | 214  | 191  | 182  | 193  | 225  |
|               | 1968 | 1982 | 1999 | 2006 | 2011 | 2015 | 2017 | 2018 | 2020 | 2022 |